# Friedrich von Schauß

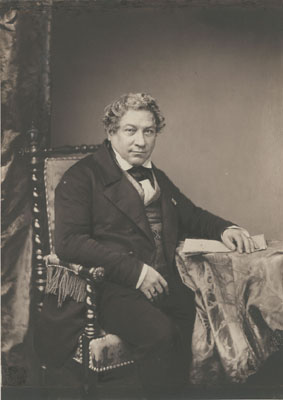
Friedrich von Schauß

Friedrich von Schauß (* 22. Januar 1832 in München; † 19. Mai 1893 ebenda) war ein deutscher Jurist, Bankier und Politiker.

## Leben
Schauß war ein Sohn des Rechtsanwalts und Mitglieds der Frankfurter Nationalversammlung Anton von Schauß, ein enger Freund König Maximilians II. von Bayern. Verwandt war er mit der Münchner Industriellenfamilie Maffei.
Er besuchte bis 1849 das Wilhelmsgymnasium München, studierte von 1850 bis 1853 an der Ludwig-Maximilians-Universität Rechtswissenschaft. 1850 wurde er im Corps Franconia München recipiert. Er wechselte an die Friedrich-Alexander-Universität Erlangen und die Ruprecht-Karls-Universität Heidelberg und wurde zum Dr. iur. promoviert. Er legte 1856 die große Staatsprüfung ab und wurde Akzessist am Appellationsgericht Freising. 1859 wurde er Staatsanwaltssubstitut erst in München, dann in Kronach. 1863 ließ er sich in München als Rechtsanwalt nieder, 1871 wurde er dort Direktor der Süddeutschen Bodenkreditbank. Schauß gehörte zu den Mitbegründern der Münchener Rück.
Mitglied des Kammer der Abgeordneten (Bayern) wurde er 1869 für die Deutsche Fortschrittspartei in Bayern, ab 1884 für die Nationalliberale Partei, zu deren Mitbegründern in München er gehörte. Von 1871 bis 1881 vertrat er im Reichstag (Deutsches Kaiserreich) den Wahlkreis Oberfranken 1 (Hof). 1879 trat er als Befürworter der Bismarckschen Schutzzollpolitik vorübergehend aus der Nationalliberalen Partei aus und gründete mit Julius Hölder die fraktionslose Gruppe Schauß/Hölder, deren Vorsitzender er 1880/81 war. Er kehrte später zu den Nationalliberalen zurück und gehörte bis zu seinem Tod ihrem Zentralvorstand an.
1889–1893 war Schauß 1. Vorsitzender vom Zentralkomitee des Verbandes Alter Corpsstudenten.